# 清木場俊介 LIVE TOUR 2007 "まだまだ! オッサン少年の旅" OSSAN BOY'S TOUR BACK AGAIN
清木場俊介 LIVE TOUR 2007 "まだまだ! オッサン少年の旅" OSSAN BOY'S TOUR BACK AGAIN（きよきばしゅんすけ・ライブ・ツアー・ニセンナナ・ - ・ - ショウネンのタビ・オッサン・ボーイズ・ツアー・バック・アゲイン）は、2008年3月5日に発売された日本の歌手清木場俊介の映像作品である。

## 概要
- 2枚組。1枚目には10月2日に行われたZepp Tokyoでのライブ映像を、2枚目にはZepp Tokyo以外のライブ映像などを収録。
- 2009年に発売された企画アルバム「清木場俊介 SONGS 2005-2008」のDVDには、この作品から「Lenny Down」「Image」「Baby」の3曲が収録された。

## 収録内容

### DISC1
1. 五日間……バックレよう
2. believe
3. キャップアップ
4. 愛してる
5. Image
6. いつか…
7. キミに出逢って
8. 例えば…ボクが。
9. Lenny Down
10. Baby
11. 意味の無いI LOVE YOU
12. 最後の夜
13. さよなら愛しい人よ…
14. 唄い人
15. クサレ…俺
16. 人間じゃろうが!
17. 忘れないで

### DISC2
1. 天国は待ってくれる <新潟LOTS>
2. サル <新潟LOTS>
3. さよなら愛しい人よ… <新潟LOTS>
4. 唄い人 <新潟LOTS>
5. クワガタ <新潟LOTS>
6. キミに出逢って <山口市民会館>
7. 忘れないで <山口市民会館>
8. 五日間……バックレよう <山口市民会館>
9. 名古屋ドキュメント